# Coup d'Etat (album của G-Dragon)
Coup d'Etat là album phòng thu tiếng Hàn thứ hai của G-Dragon, thành viên của ban nhạc K-pop Big Bang. Album được phát hành đầu tiên dưới dạng kĩ thuật số trên iTunes. Năm track đầu tiên của album được phát hành vào ngày 2 tháng 9 năm 2013, và 7 track tiếp theo được phát hành 3 ngày sau đo, còn bản đĩa cứng tổng hợp hai bản trên được phát hành vào ngày 13 tháng 9 năm 2013. Album có đĩa đơn "Michi Go" được phát hành vào tháng 4 năm 2013.
Album có sự tham gia cộng tác của nhiều nghệ sĩ gồm Diplo, Baauer, Missy Elliott, Boys Noize, Sky Ferreira, Zion.T, Lydia Paek, và Jennie Kim.

## Bối cảnh
Vào tháng 6 năm 2013 YG Entertainment thông báo Missy Elliott và Diplo sẽ góp mặt trong album mới của G-Dragon. Một loạt các bức hình teaser được YG Entertainment tung ra vào ngày 26 và 27 tháng 8 năm 2013. Trong cuộc phỏng vấn với chương trình "Ask in A Box", G-Dragon tiết lộ anh mất hai năm để thu âm Coup d'Etat còn bài hát "Niliria" được thu từ năm 2011.

## Quảng bá
G-Dragon và Missy Elliott biểu diễn "Niliria" trực tiếp lần đầu tại lễ hội âm nhạc KCON 2013 vào ngày 25 tháng 8 năm 2013. YG Entertainment đăng tải video âm nhạc của bài hát "Coup d'Etat" trên YouTube vào ngày 1 tháng 9 năm 2013 và thu hút 750.000 lượt xem trong 24h đầu. Video của "Crooked" lên sóng vào ngày 4 tháng 9 năm 2013. Vào ngày 8 tháng 9 năm 2013 G-Dragon biểu diễn "Niliria", "Michi Go" và "Black" (với Jennie Kim) trong chương chình âm nhạc Inkigayo của kênh SBS.
Vào ngày 29 tháng 9 năm 2013, YG Entertainment thông báo về việc phát hành bản đĩa than của Coup d'Etat vào ngày 18 tháng 10 giới hạn trong 8.888 bản.

## Diễn biến thương mại
Các track từ Coup d'Etat đứng đầu các bảng xếp hạng như Melon, Mnet, Bugs, Naver hay Olleh. Tổng cộng 7 bài hát nối dài liên tiếp từ vị trí số một tới số 7 trên bảng xếp hạng của Mnet ngay sau khi ra mắt, còn trong top 10 Gaon Singles Chart với "Who You?" ở vị trí đầu tiên. Tính tới tháng 6 năm 2014, album đã ban ra 5,5 triệu bản kĩ thuật số. Coup d'Etat là album bán chạy thứ ba trên Melon năm 2013. Album cũng đạt vị trí quán quân trên bảng xếp hạng iTunes tại nhiều quốc gia.
Vào ngày 10 tháng 9, lượng đặt trước cho bản CD của album vượt quá con số 300.000 tại Hàn Quốc. Album sau đó xuất phát ở vị trí quán quân trên Gaon Album Chart và bảng xếp hạng album tháng 9 với 198.489 bản bán ra.
Tại nước ngoài, Coup d'Etat, Pt. 1 ra mắt ở vị trí thứ 182 trên bảng xếp hạng Billboard 200 với doanh số tuần đầu tiên là 2.000 bản. Coup d'Etat xuất phát ở vị trí thứ 11 của bảng xếp hạng Oricon tại Nhật Bản với lượng bán ra ước tính là 11.150 bản trong tuần đầu tiên.

## Ý kiến phê bình
| Đánh giá chuyên môn | Đánh giá chuyên môn |
| Nguồn đánh giá      | Nguồn đánh giá      |
| Nguồn               | Đánh giá            |
| ------------------- | ------------------- |
| MTV Iggy            | Triển vọng          |
| Pitchfork Media     | 6.1/10              |
| The New York Times  | Triển vọng          |
| Tiny Mix Tapes      | [ 33 ]              |

Jon Caramanica của The New York Times cho rằng "mặc dù bằng tiếng Hàn nhưng Coup d'Etat có lẽ là album K-pop mang ảnh hưởng của Mỹ nhiều nhất, trong giai điệu và những người tham gia hợp tác", với sự xuất hiện của các nghệ sĩ Hoa Kỳ như Baauer, Sky Ferreira, Diplo và Missy Elliott.
Jakob Dorof của Tiny Mix Tapes đánh giá album khá thấp khi cho rằng "Nếu như sự xuất hiện của Missy và Sky chỉ như để lấp đầy chỗ trống, thì sự nghi ngờ đã được khẳng định khi hai bài hát này gần như chẳng khác gì nhau nếu bỏ phần thể hiện của hai nữ nghệ sĩ kia." Dorof cho album điểm 1 trên 5. Corban Goble của Pitchfork Media kết luận bài đánh giá của mình như sau: "Nếu bạn tìm đến Coup d'Etat để mong chờ một cuộc cách mạng thì bạn sẽ phải thất vọng đấy; dù sao thì nó cũng gây thích thú khi nghe nếu như không phải một sản phẩm tầm cỡ." Anh cho album điểm 6,1 trên 10.

## Danh sách bài hát
| STT              | Nhan đề                                                                | Phổ lời                   | Phổ nhạc                                 | Hòa âm                         | Thời lượng |
| ---------------- | ---------------------------------------------------------------------- | ------------------------- | ---------------------------------------- | ------------------------------ | ---------- |
| 1.               | "Coup d'Etat" (쿠데타; Kudeta) (hợp tác với Diplo và Baauer)           | G-Dragon                  | G-Dragon, Diplo, Baauer                  | Diplo, Baauer                  | 2:58       |
| 2.               | "Niliria" (늴리리야) (hợp tác với Missy Elliott)                       | G-Dragon, Missy Elliott   | Teddy, G-Dragon, Missy Elliott           | Teddy                          | 2:52       |
| 3.               | "R.O.D." (hợp tác với Lydia Paek)                                      | Teddy, G-Dragon, Choice37 | Teddy                                    | Teddy                          | 3:56       |
| 4.               | "Black" (featuring Jennie Kim)                                         | Teddy, G-Dragon           | Teddy                                    | Teddy                          | 3:23       |
| 5.               | "Who You?" (니가 뭔데; Niga Mwonde)                                    | G-Dragon                  | G-Dragon, Kush                           | Kush, Choice37                 | 3:21       |
| 6.               | "Shake the World" (세상을 흔들어; Sesangeul Heundeureo)                | G-Dragon                  | G-Dragon, Choice37                       | Choice37                       | 2:55       |
| 7.               | "Michi Go" (미치Go)                                                    | G-Dragon                  | G-Dragon, Ham Seung Cheon, Kang Wook Jin | Ham Seung Cheon, Kang Wook Jin | 3:28       |
| 8.               | "Crooked" (삐딱하게; Ppiddakhage)                                      | G-Dragon, Teddy           | G-Dragon, Teddy                          | Teddy                          | 3:45       |
| 9.               | "Niliria" (늴리리야) (Phiên bản của G-Dragon)                          | G-Dragon, Teddy           | Teddy, G-Dragon, Missy Elliott           | Teddy                          | 2:52       |
| 10.              | "Runaway"                                                              | G-Dragon                  | G-Dragon, Dee.P                          | Dee.P                          | 3:21       |
| 11.              | "I Love It" (너무 좋아; Neomu Joha) (hợp tác với Zion.T và Boys Noize) | G-Dragon                  | G-Dragon, Boys Noize, Siriusmo           | Boys Noize, Siriusmo           | 3:15       |
| 12.              | "You Do" (Outro)                                                       | G-Dragon                  | G-Dragon, Choice37                       | Choice37                       | 2:38       |
| 13.              | "Window"                                                               | G-Dragon, Teddy           | G-Dragon, Choice37, Teddy                | Choice37                       | 3:47       |
| 14.              | "Black" (hợp tác với Sky Ferreira)                                     | G-Dragon, Teddy           | Teddy                                    | Teddy                          | 3:24       |
| Tổng thời lượng: | Tổng thời lượng:                                                       | Tổng thời lượng:          | Tổng thời lượng:                         | Tổng thời lượng:               | 45:58      |

Chú ý
- Các track 4, 5, 8 và 9 được dùng để quảng bá.
- Phần 1 bao gồm các track từ 1 tới 5, còn Phần 2 bao gồm các track từ 6 tới 12.
- Các track 13 và 14 chỉ có sẵn ở phiên bản đĩa cứng.

Nhạc mẫu
- "Coup d'Etat" sử dụng đoạn nhạc mẫu của bài "The Revolution Will Not Be Televised" của Gil Scott-Heron.[34][35][36]
- "Niliria" sử dụng giai điệu của bài dân ca cùng tên.[1][37]

## Xếp hạng

### Album
| Năm  | Bảng xếp hạng          | Vị trí cao nhất |
| 2013 | Oricon                 | 2               |
| 2013 | Gaon Album Chart       | 1               |
| 2013 | Billboard 200          | 182             |
| 2013 | Billboard World Albums | 1               |

### Bài hát
| Tên                                | Vị trí cao nhất               | Vị trí cao nhất                          | Lượng tải nhạc kĩ thuật số (tại Hàn Quốc) |
| Tên                                | Gaon Singles Chart (Hàn Quốc) | Billboard Korea K-Pop Hot 100 (Hàn Quốc) | Lượng tải nhạc kĩ thuật số (tại Hàn Quốc) |
| ---------------------------------- | ----------------------------- | ---------------------------------------- | ----------------------------------------- |
| "Coup d'Etat"                      | 5                             | 15                                       | 430.164                                   |
| "Niliria"                          | 9                             | 30                                       | 239.129                                   |
| "R.O.D."                           | 6                             | 21                                       | 418.656                                   |
| "Black"                            | 2                             | 3                                        | 871.025                                   |
| "Who You?"                         | 1                             | 4                                        | 981.454                                   |
| "Shake the World"                  | 25                            | 29                                       | 185.423                                   |
| "Michi Go"                         | 17                            | 22                                       | 287.998                                   |
| "Crooked"                          | 3                             | 2                                        | 1.430.850                                 |
| "Niliria" (Phiên bản của G-Dragon) | 32                            | 38                                       | 136.575                                   |
| "Runaway"                          | 27                            | 26                                       | 181.284                                   |
| "I Love It"                        | 20                            | 13                                       | 262.125                                   |
| "You Do"                           | 35                            | -                                        | 104.333                                   |

## Doanh số
| Bảng xếp hạng   | Doanh số                        |
| --------------- | ------------------------------- |
| Gaon (Đĩa cứng) | - 207.337 (2013) - 1.314 (2014) |
| Oricon          | - 132.418                       |